# Lijst van rivieren in Rhode Island
Dit is een lijst van rivieren in Rhode Island.
- Barrington River
- Beaver River
- Blackstone River
- Chepachet River
- Hunt River
- Moosup River
- Moshassuck River
- Narrow River
- Pawcatuck River
- Pawtuxet River
- Providence River
- Queen River
- Quidnick River
- Saugatucket River (geen rivier, maar een oceanische inham)
- Warren River
- Wood River
- Woonasquatucket River

Alabama · Alaska · Arizona · Arkansas ·  Californië · Colorado · Connecticut · Delaware · Florida · Georgia · Hawaï · Idaho ·  Illinois · Indiana · Iowa · Kansas · Kentucky · Louisiana · Maine · Maryland · Massachusetts · Michigan · Minnesota · Mississippi · Missouri · Montana · Nebraska · Nevada · New Hampshire · New Jersey · New Mexico · New York ·  North Carolina · North Dakota · Ohio · Oklahoma · Oregon · Pennsylvania · Rhode Island · South Carolina · South Dakota · Tennessee · Texas · Utah · Vermont · Virginia · Washington (staat) · Washington D.C. · West Virginia · Wisconsin · Wyoming